# Kinetógrafo

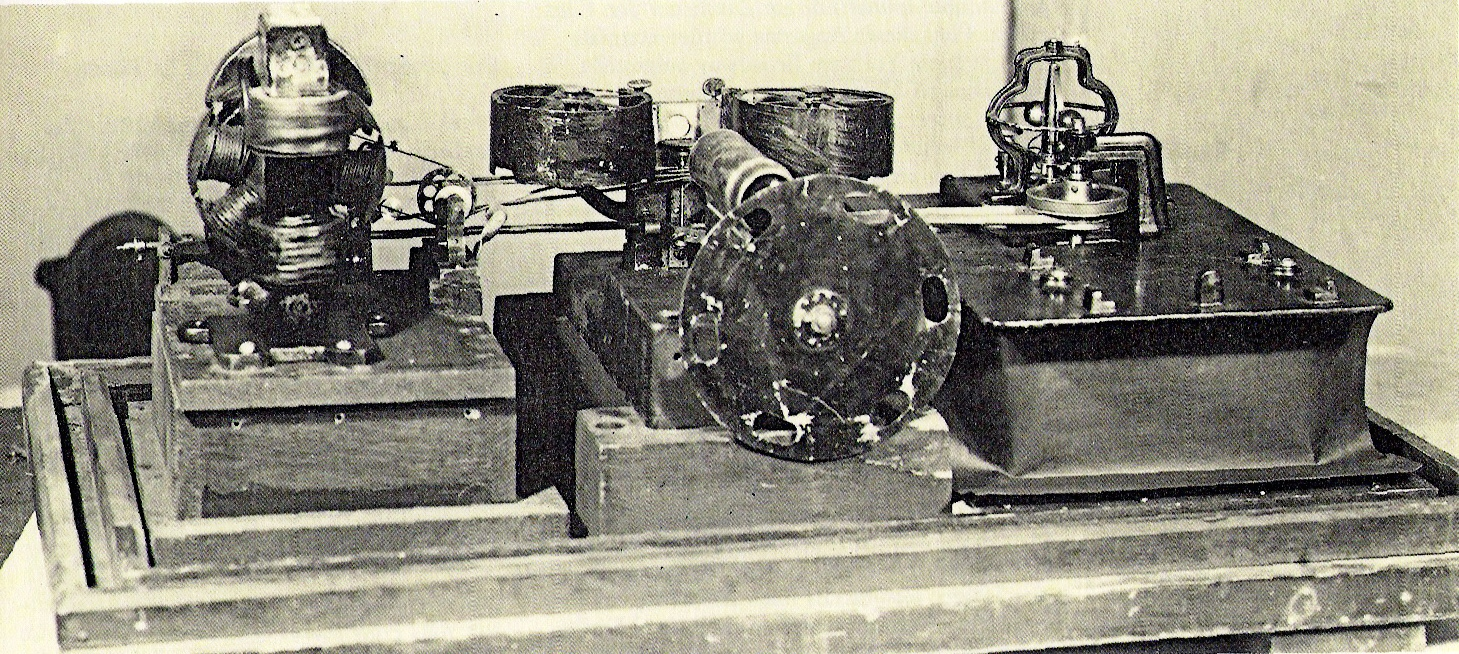
Kinetógrafo con desarrollo horizontal del film.

El kinetógrafo (del griego κινέω: mover, agitar, y γράφω: escribir) es un aparato óptico-mecánico, considerado el precedente de la cámara de cine que permitía registrar imágenes en movimiento. Fue inventado, junto con el quinetoscopio, a principios de la década de los 90 del siglo XIX por los inventores Thomas Edison y W.K.L. Dickson. En 1895, el inventor italiano Filoteo Alberini construyó y patentó el "kinetógrafo Alberini", inspirado en el quinetoscopio de Thomas Alva Edison.

## Contexto histórico
El siglo XIX es la época del romanticismo, de los grandes cambios demográficos, de las revoluciones liberales, fruto de la Revolución Francesa y de un periodo marcado por sus grandes cambios que irán abriendo gradualmente a la participación popular en el ámbito político y a la transformación de las monarquías absolutistas en monarquías parlamentarias.
Producto de la revolución industrial, Europa experimenta un crecimiento importante de la población gracias a los nuevos avances médicos e higiénicos. Se produce una secularización de la sociedad y una separación de la vida pública con la privada. Todo y el notable aumento de población, la clase más baja de las ciudades, los obreros, tenían unas pésimas condiciones de trabajo. Al mismo tiempo que existe una burguesía que se enriquece a medida que se implanta el sistema económico capitalista.
Los abusos y la explotación desmesurada de una clase trabajadora sin derechos ni papel político, generará irremediablemente el surgimiento de ideologías socializantes y nuevos procesos revolucionarios: socialismo utópico, socialismo científico o marxismo y el anarquismo.
El siglo XIX es el siglo de los nacionalismos, con sus fenómenos más significativos de las unificaciones italiana y alemana en 1871, pero también de situaciones secesionistas en los grandes imperios europeos, como el Imperio Austrohúngaro o el Imperio turco, que ya había iniciado ya su decadencia. Es el siglo del predominio del Imperio británico y del crecimiento de nuevas potencias como la Alemania de Bismarck o los Estados Unidos de América.
Es también el siglo del Colonialismo, y el consiguiente reparto de África y de buena parte de Asia entre las grandes potencias europeas. Es el siglo de las rivalidades entre estas mismas potencias (Inglaterra, Francia, el Imperio Austrohúngaro, Rusia, el Imperio turco o Alemania), por motivos coloniales o por otros. Rivalidades que ya entonces tienen en común el conflicto de los Balcanes, origen de la Primera Guerra Mundial.
Pero también, es la época de los primeros grandes inventos. Es caracterizado como el siglo de la Ciudad de la Luz, de la aparición de las teorías de Darwin, del fenómeno urbano, de los avances en medicina, del psicoanálisis, el siglo del ferrocarril, entre otros.
Pero sobre todo, uno de los acontecimientos más destacados de este periodo es como la sociedad occidental de los últimos años anteriores a 1900 ya se puede considerar plenamente contemporánea.

## Historia

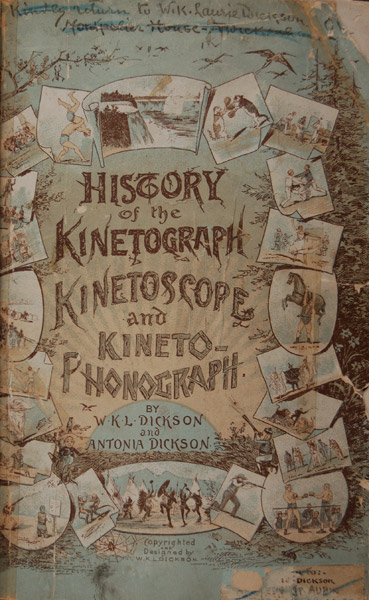
Ilustración de la portada hecha por William Kennedy Dickson para el libro "Historia del quinetògraf, quinetoscopi, y quinetofonògraf", 1895.

### Precedentes
La idea de utilizar imágenes en movimiento como método de entretenimiento no era una cosa nueva a la segunda mitad del siglo XIX. Hasta la década de 1880, numerosos científicos e inventores de todo el mundo estaban trabajando para desarrollar un aparato que grabara el movimiento. Hasta entonces, ya habían aparecido varios aparatos que habían sido utilizados durante muchos años con una finalidad lúdica y de ocio. La linterna mágica utilizaba diapositivas de vidrio que después se proyectaban y permitían contemplar imágenes en movimiento gracias al uso de palancas y otros artefactos. Otro mecanismo era el fenaquistiscopio, que consistía en un disco con imágenes en varias fases del movimiento que podía ser girado para observar una animación.
Aun así, también existía el Zoopraxiscopio, desarrollado por el fotógrafo Eadweard Muybridge en 1879, que proyectaba varias imágenes en las diferentes fases del movimiento. El problema con el Zoopraxiscopio era que se requería del uso de múltiples cámaras para poder grabar el movimiento. Edison, en cambio, consiguió que un solo aparato grabase imágenes sucesivas, captando así el movimiento.

### Más allá de la fotografía
A mediados de la segunda mitad del siglo XIX, la fotografía ya se había establecido como una industria sólida y consistente. Fue en la década de 1880 cuando Edison tuvo la idea de simular el movimiento a través de la velocidad y la sucesión gradual de imágenes. Además, se le ocurrió la posibilidad de añadir el fonógrafo para poder reproducir de manera sincronizada imagen y sonido.
Hasta el momento, las bases de la fotografía eran favorables para poder tirar adelante los experimentos. Aquello que hasta ahora habían conseguido Niepce, Daguerre y otros compañeros de profesión, había sido probado y suplantado. Esta ciencia se vio enriquecida con la aparición de la fotografía instantánea, conseguida por Richard Leach Maddox.
La idea de las imágenes en movimiento fue sugerida a partir de un juguete, el Zoótropo. El problema con este juguete, era que no mostraba imágenes reales en movimiento. Numerosos fotógrafos como Muybridge, consiguieron mejores resultados. A pesar de las mejoras, los sistemas desarrollados hasta entonces tenían numerosas imperfecciones y, la limitación que tenían en cuanto a la velocidad, suponía un impedimento para obtener un resultado óptimo.
Hasta aquel momento, numerosos experimentos tuvieron lugar en West Orange Laboratory, donde después de seis años de investigación, Dickson consiguió los inventos que "hacían para el ojo aquello que el fonógrafo hacía para la oreja".

### El kinetógrafo: la primera cámara cinematográfica
El kinetógrafo fue desarrollado por W.K.L. Dickson y Edison, quien lo patentó en octubre de 1888. Este aparato permitía grabar imágenes en movimiento, pero no daba la opción de poderlas observar. Por este motivo, Thomas Alva Edison creó el quinetoscopio, aparato que permitía observar aquellas imágenes que el kinetógrafo había registrado.
En 1891, pero, el kinetógrafo todavía no estaba perfeccionado. Según Edison en una entrevista en el New York Sun, el invento todavía se tenía que perfeccionar y matizó que la esfera comercial del kinetógrafo todavía no estaba definida.
En 1893, tuvo lugar la Exposición universal de Chicago. Se consideró este acontecimiento como la oportunidad perfecta para el debut del aparato. En enero del mismo año, se creó Black Maria, el primer estudio de Edison y desde donde crearon las primeras películas. Posteriormente, en 1894, se presentó en París y en Londres el invento. A pesar de su gran éxito inicial, el kinetógrafo perdió la popularidad cuando poco después apareció la cámara cinematográfica de los hermanos Lumiere.
Tanto el kinetógrafo como el quinetoscopio, constituyeron las bases para la creación de estas cámaras que con el tiempo han ido mejorando y muy seguro que continuarán evolucionando porque la tecnología siempre está en continuo cambio y evolución.

## Funcionamiento
El kinetógrafo se podría definir como la máquina encargada de crear película para el quinetoscopio. El aparato usaba películas de celuloide flexibles, creadas a partir de nitrocelulosa y alcanfor, además de los tintes y otros agentes, introducidos al mercado en 1889. Dickson y Edison introdujeron un mecanismo intermitente en la cámara apara que así cada fotograma parase antes del objetivo, con tiempo suficiente para que el obturador abriese y expusiese la película. Además, se añadieron perforaciones en la cinta de película. Estas perforaciones hicieron posible que una herramienta en forma de gancho se pudiera enganchar a la película y sacarla delante del objetivo, fotograma a fotograma, asegurando la sincronización de la cinta de película y el obturador. Fueron capaces de imprimir 15,2 metros de película, es decir, 40 fotogramas por segundo.
Esta tecnología todavía se usa en cámaras modernas.

### Vídeos
- Reproducción del kinetógrafo y explicación de su funcionamiento.
- El kinetógrafo y la proyección de l quinetoscopio.

### Libros
- "Historia del kinetógrafo, el quinetoscopio y el quinetofonógrafo"
- "Magic shadows : the story of the origin of motion pictures"

- Datos: Q9294604
- Multimedia: Kinetograph / Q9294604